# Punta de Rieles-Bella Italia
Punta de Rieles-Bella Italia és una zona de l'est de Montevideo, Uruguai, formada per dos barris (barrios).
El barri és seu d'una presó de seguretat mitjana, on els presidiaris la condemna dels quals està a punt d'expirar, són enviats pel que queda d'aquesta.